# 214ª Divisione costiera
La 214ª Divisione Costiera fu una divisione di fanteria del Regio Esercito Italiano attiva durante la seconda guerra mondiale che venne formata nel 1942 e schierata in Calabria, dove si arrese agli alleati nel 1943 e si unì all'esercito cobelligerante italiano senza partecipare a nessuna campagna. Venne sciolta nel 1944.

## Storia
La divisione venne costituita nel 1942 a Bari e ricevette unità dalla 212ª Divisione costiera e dalla 31ª Brigata costiera. Le divisioni costiere del Regio Esercito erano divisioni di seconda linea formate con riservisti ed equipaggiate con materiale di seconda scelta; reclutati localmente, erano spesso comandati da ufficiali richiamati dal pensionamento. La divisione fu assegnata al XXXI Corpo d'armata, il suo quartier generale era a Santa Severina ed era responsabile della difesa costiera del litorale del Mar Ionio tra Botricello e Lido Sant'Angelo. All'inizio di settembre la divisione si preparò a combattere il XIII Corpo britannico, che era sbarcato il 3 settembre 1943 nella Calabria meridionale nell'operazione Baytown e stava avanzando verso le posizioni della divisione. Dopo l'annuncio dell'armistizio di Cassibile, l'8 settembre 1943 la divisione rimase sulle sue posizioni e si arrese ai britannici. Successivamente si unì all'esercito cobelligerante italiano, ma non partecipò alla campagna d'Italia e fu sciolta nell'estate del 1944.

## Ordine di battaglia
214ª Divisione costiera luglio 1943
- 103º Rgt. costiero1
- 148º Rgt. costiero
- 403a Cp. mortai (81 mm)
- 702a Cp. genio
- 178° Distac.to anti-paracadutisti
- 312° Distac.to anti-paracadutisti
- 443° Distac.to anti-paracadutisti
- 444° Distac.to anti-paracadutisti
- 451° Distac.to anti-paracadutisti

214ª Divisione costiera 1943
- 103º Rgt. costiero
- 148º Rgt. costiero
- CCCIVC Btg. costiero
- LI Gr. artiglieria
- LXXXI Gr. artiglieria
- CXL Gr. artiglieria
- XXVII Gr. artiglieria
- 4 Stazioni fotoelettriche
- 403a Cp. mortai (81 mm)
- Treno armato (152/III/T)
- 178° distac.to anti-paracadutista
- 312° distac.to anti-paracadutista
- 443° distac.to anti-paracadutista
- 444° distac.to anti-paracadutista
- 451° distac.to anti-paracadutista

## Comandanti
- Generale di Brigata Guido Lama[1]